# Montepiano
Montepiano è una frazione del comune italiano sparso di Vernio in  provincia di Prato. Si trova su un valico appenninico a 705 m sul livello del mare, uno dei più bassi del tratto tosco-emiliano.

## Descrizione
Il villaggio, oggi con una popolazione di qualche centinaio di abitanti, prende il nome dalla valle pianeggiante formata dal torrente Setta, ed ebbe il suo primo sviluppo con la nascita, attorno all'XI secolo, dell'Abbazia di Santa Maria, un po' appartata rispetto alla moderna strada statale, lungo la quale si sviluppò il borgo settecentesco. La località ebbe poi uno sviluppo turistico come località climatica dal tardo ottocento, come attestano ancora ville e alcuni alberghi d'epoca, seppur la maggior parte oggi siano chiusi. Oggi Montepiano è meta soprattutto di gitanti estivi o di chi possiede una seconda casa. In paese vi sono oggi due chiese, l'Abbazia e la moderna Chiesa di Santa Maria. Il Lago Fiorenzo presso l'abitato, artificiale, è spesso utilizzato per la pesca sportiva. 
Vicino al paese si trovano alcune piccole località, parte di Montepiano, come Risubbiani, La Storaia, Castagnaccio e Mulinaccio.
Nelle vicinanze si trovano Villa Sperling e Villa Principessa Strozzi.

## Galleria d'immagini

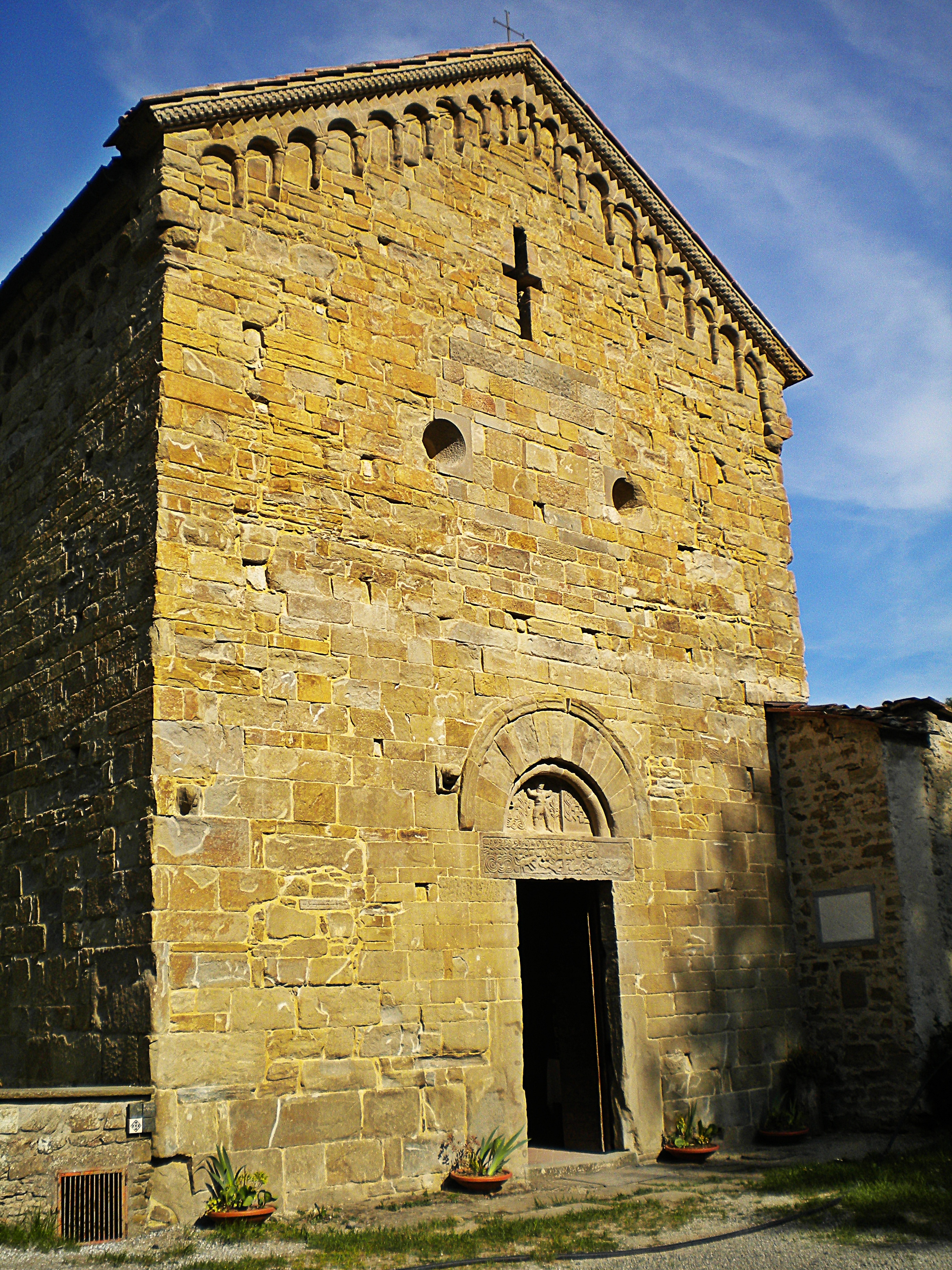
Abbazia di Santa Maria; Facciata
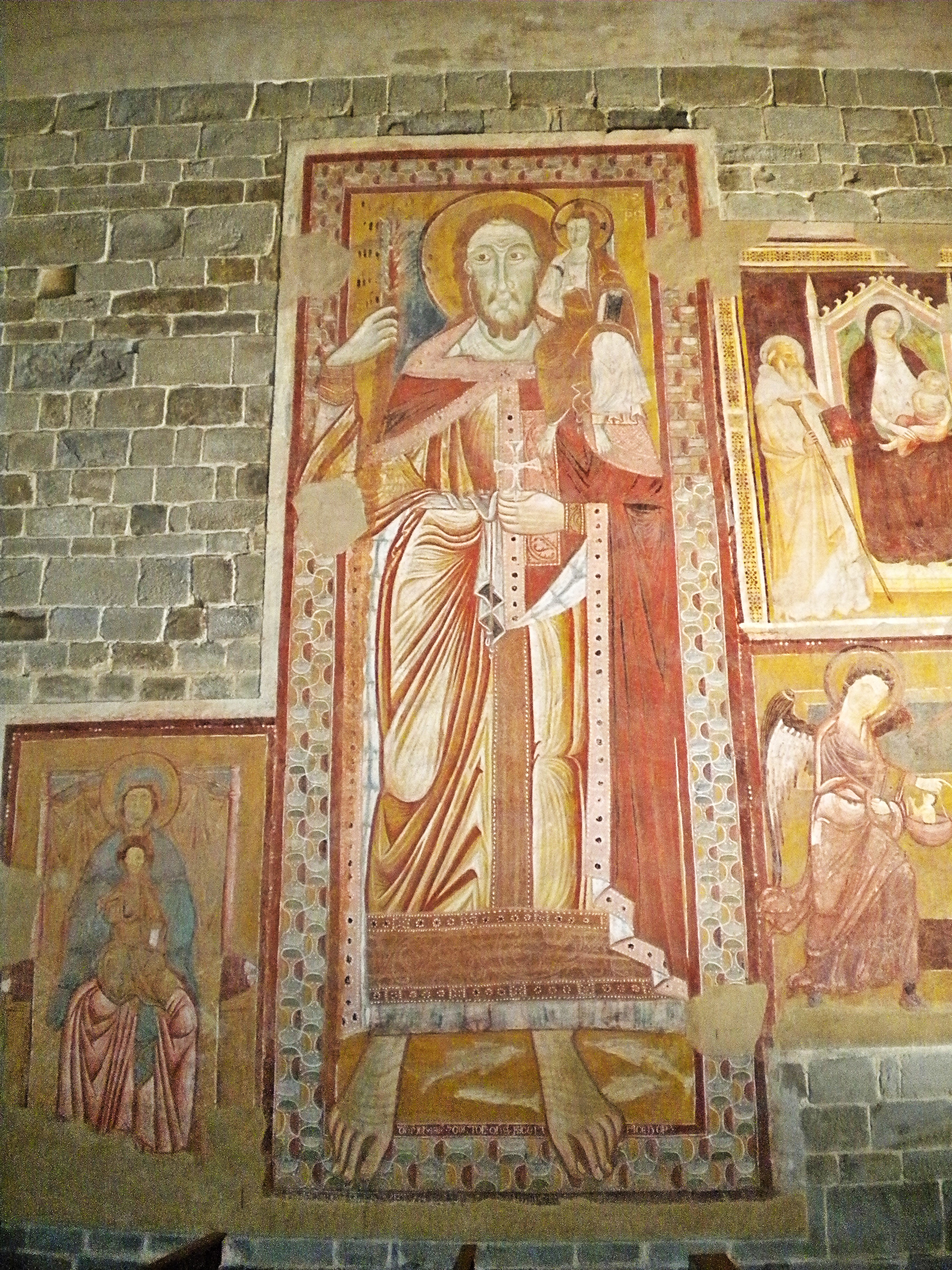
Abbazia di Santa Maria; afresco interno
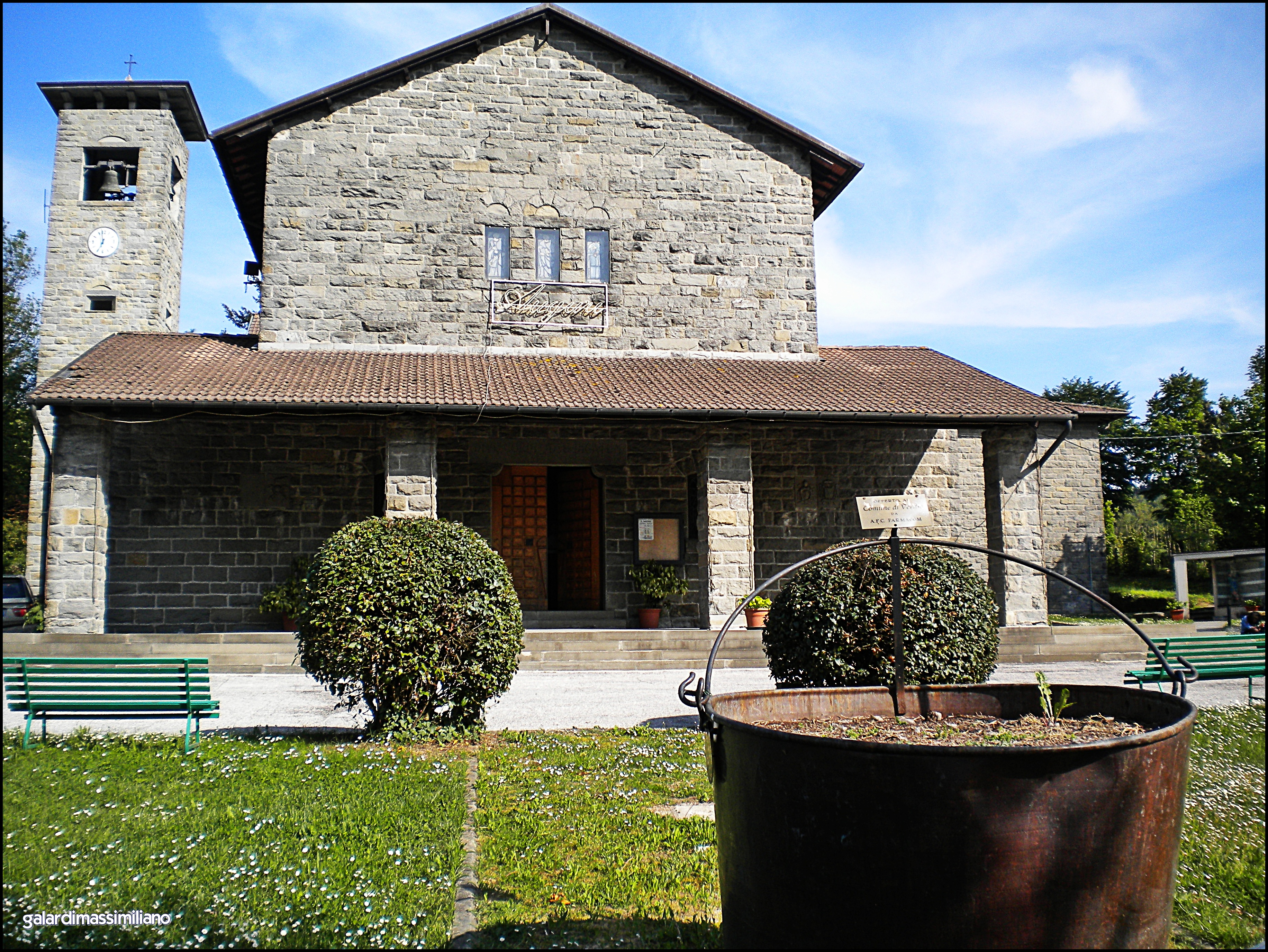
Chiesa di Santa Maria
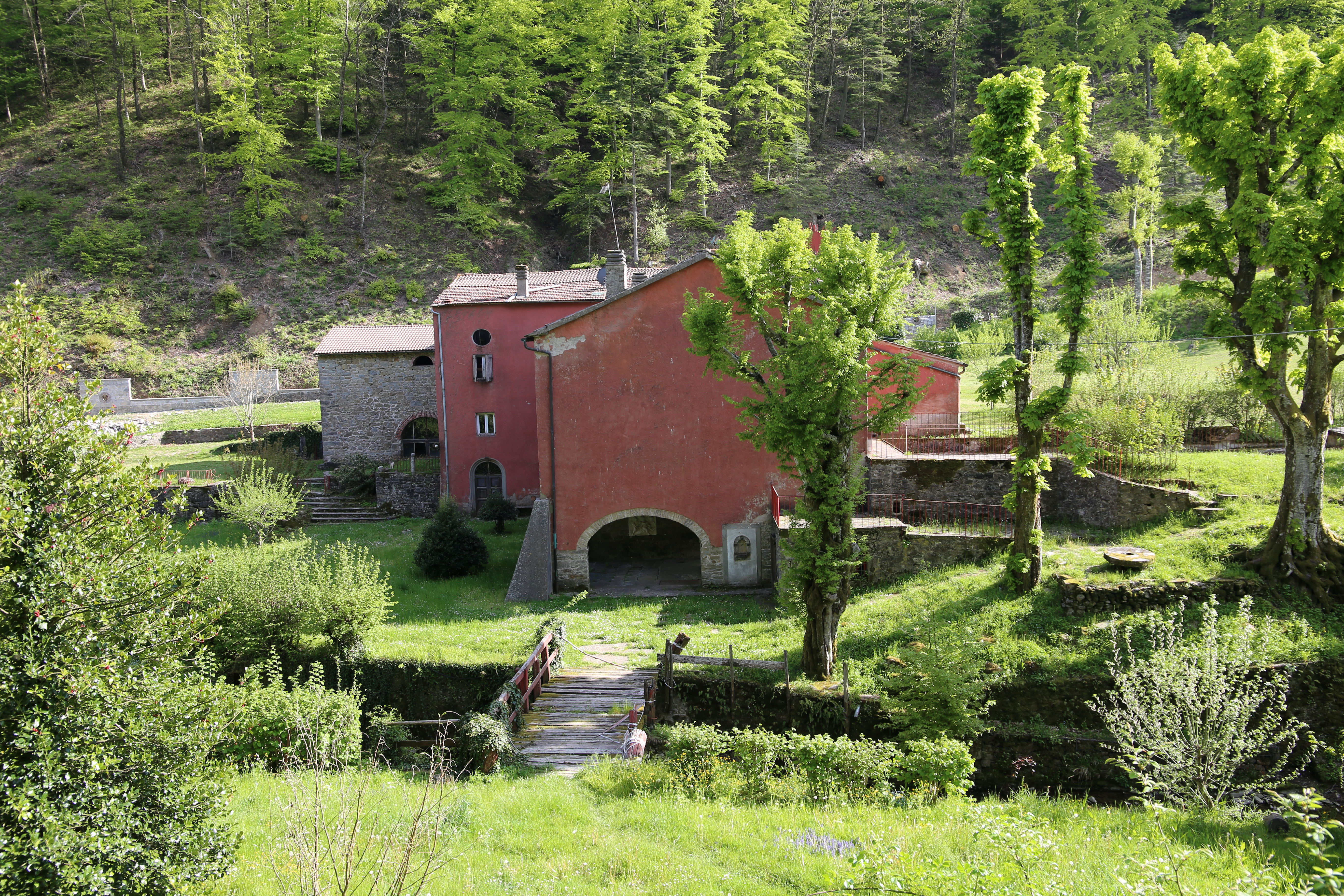
Mulino del Saetti
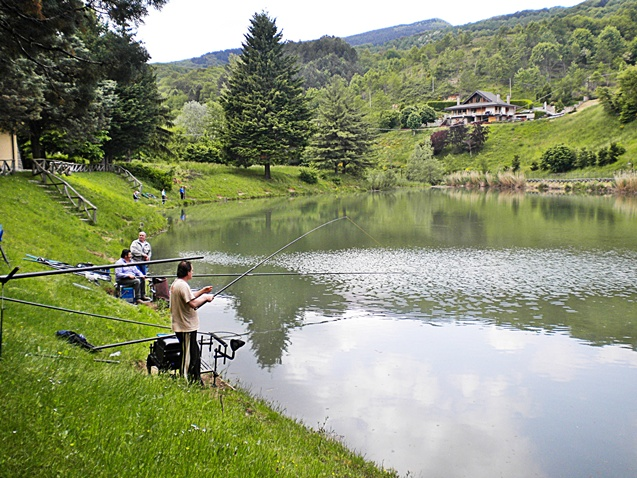
Lago Fiorenzo
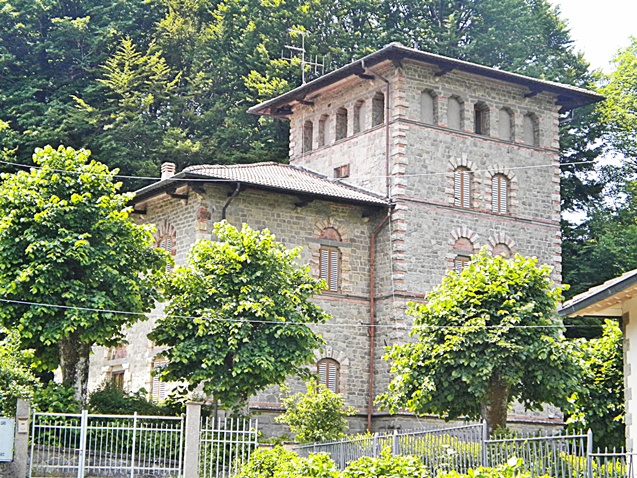
Torre Alpina